# بيدرو ديلغادو هرنانديز
بيدرو ديلغادو هرنانديز (بالإنجليزية: Pedro Delgado Hernández)‏ هو قاضي ومحامي أمريكي، ولد في 1956 في سان خوان في بورتوريكو.